# 1765
- Wikisource

| Calendário gregoriano                                                        | 1765 MDCCLXV                        |
| Ab urbe condita                                                              | 2518                                |
| Calendário arménio                                                           | 1214 – 1215                         |
| Calendário bahá'í                                                            | -79 – -78                           |
| Calendário budista                                                           | 2309                                |
| Calendário chinês                                                            | 4461 – 4462 Início a 21 de janeiro  |
| Calendário copta                                                             | 1481 – 1482                         |
| Calendário etíope                                                            | 1757 – 1758                         |
| Calendários hindus - Vikram Samvat - Calendário nacional indiano - Cáli Iuga | 1820 – 1821 1686 – 1687 4865 – 4866 |
| Calendário Holoceno                                                          | 11765                               |
| Calendário islâmico                                                          | 1179 – 1180                         |
| Calendário judaico                                                           | 5525 – 5526                         |
| Calendário persa                                                             | 1143 – 1144                         |
| Calendário rúnico                                                            | 2015                                |
| Calendário solar tailandês                                                   | 2308                                |

1765 (MDCCLXV, na numeração romana)  foi um ano comum do século XVIII do actual Calendário Gregoriano, da Era de Cristo, a sua letra dominical foi F (52 semanas), teve início a uma terça-feira e terminou também a uma terça-feira.
| Ano completo                       |
| ---------------------------------- |
| Ano comum com início à terça-feira |

## Eventos
- 1 de Janeiro - Tremor de terra em Lisboa.
- 2 de Janeiro - Alvará que manda concretizar o plano que cria o Terreiro Público (área para abastecimento da população na Ribeira de Lisboa).
- 13 de Março - Criação de fábricas de relógios em Portugal.
- 23 de Março - O parlamento inglês vota o Acto do Selo por proposta do Primeiro Ministro britânico Lorde George Greenville, a fim de cobrar impostos às colônias americanas.
- 29 de Maio - Na assembleia de Virgínia, Patrick Henry contesta o direito da Inglaterra lançar contribuições sobre as colônias.
- 6 de Abril - Sai a lei portuguesa que reinvoca o princípio do beneplácito régio, para impedir os efeitos do breve Apostolicum Pascendi, pelo qual o papa confirmava de novo o instituto da Companhia de Jesus.
- 27 de Julho - Em Portugal, é criado o Regimento das Lezírias e Pauis.
- 13 de Agosto - O Arquiduque Pietro Leopoldo sobre ao trono da Toscana e de imediato se extingue o Tribunal de Inquisão no ducado.
- 18 de Agosto - Com a morte de Francisco I, José II da Áustria é o seu sucessor no Sacro Império Romano e é co-regente com Maria Teresa na Boémia e na Hungria.
- 10 de Setembro - Alvará que abole as frotas e esquadras para o Rio de Janeiro e Bahia, sendo franqueada a liberdade de comércio com todos os domínios.
- 13 de Setembro - Tremor de terra em Lisboa, de menor intensidade.
- 16 de Setembro - Em Portugal, criam-se as fábricas de serralharia
- 19 de Outubro - Os vinte e sete delegados de nove colónias americanas redigem uma declaração de direitos e liberdades após participarem no Congresso do Acto do Selo.
- 20 de Dezembro - Decreto que termina com o monopólio do sabão e estabelece as condições das saboarias por conta do Estado.
- Lei do Selo: estabelecia que todos os contratos, jornais, cartazes, cartas e certidões que circulavam nas Treze Colônias deviam receber um selo
- Edificação da Ermida de Santa Rita na Fajã de Baixo, ilha de São Miguel.

## Política, economia, direito e educação
- Com a morte do delfim, o seu filho Luís Augusto (futuro Luís XVI de França) torna-se o herdeiro do trono francês.
- Abertura em Paris do primeiro restaurante público.
- É inaugurado em Bratislava, na Alemanha, o primeiro ginásio.
- Arranque das vinhas nos vales do Vouga, Rio Mondego e Tejo, ordenado pelo Marquês de Pombal, em Outubro.
- Restauração da capitania de São Paulo, no Brasil, que tinha sido anexada à capitania do Rio de Janeiro no ano de 1748 devido à sua decadência pela perda de território e dinamismo econômico.
- Fim do reinado de Druk Phuntsho, Desi Druk do Reino do Butão, reinou desde 1763.
- Inicio do reinado de Druk Tendzin I, Desi Druk do Reino do Butão, reinou até 1768.

## Ciência e tecnologia
- Lazzaro Spallanzani é pioneiro da preservação de alimentos por meio do fecho hermético e contesta a geração espontânea da vida.
- James Watt inventa um condensador, que leva à construção da máquina a vapor em 1774, melhorada em 1775.

## Filosofia e religião
- Christoph Friedrich Nicolai começa a editar a Livraria Universal Alemã como órgão da filosofia popular.
- António Pereira de Figueiredo - Doctrina de supremo regum in clericos potestate [...] (obra apologética da corrente regalista que desemboca no princípio das igrejas nacionais, que pauta, em parte, a política pombalina).
- Edificação da Ermida de Santa Rita na Fajã de Baixo, ilha de São Miguel, Açores.

## Pintura, escultura e arquitectura
- Jean-Honoré Fragonard - Corésia e Calírroe (pintura).
- Jean-Baptiste Greuze - A Boa Mãe e O Filho Castigado (pinturas).
- François Boucher é nomeado pintor da corte de Versalhes e pinta Madame de Pompadour.
- Jacques-Ange Gabriel - Praça da Concórdia, em Paris.
- Lançada a primeira pedra da Cadeia e Tribunal da Relação do Porto.
- Conclusão do Real Colégio de São Paulo, em Coimbra.
- Conclusão da parte central do Seminário Maior, em Coimbra.

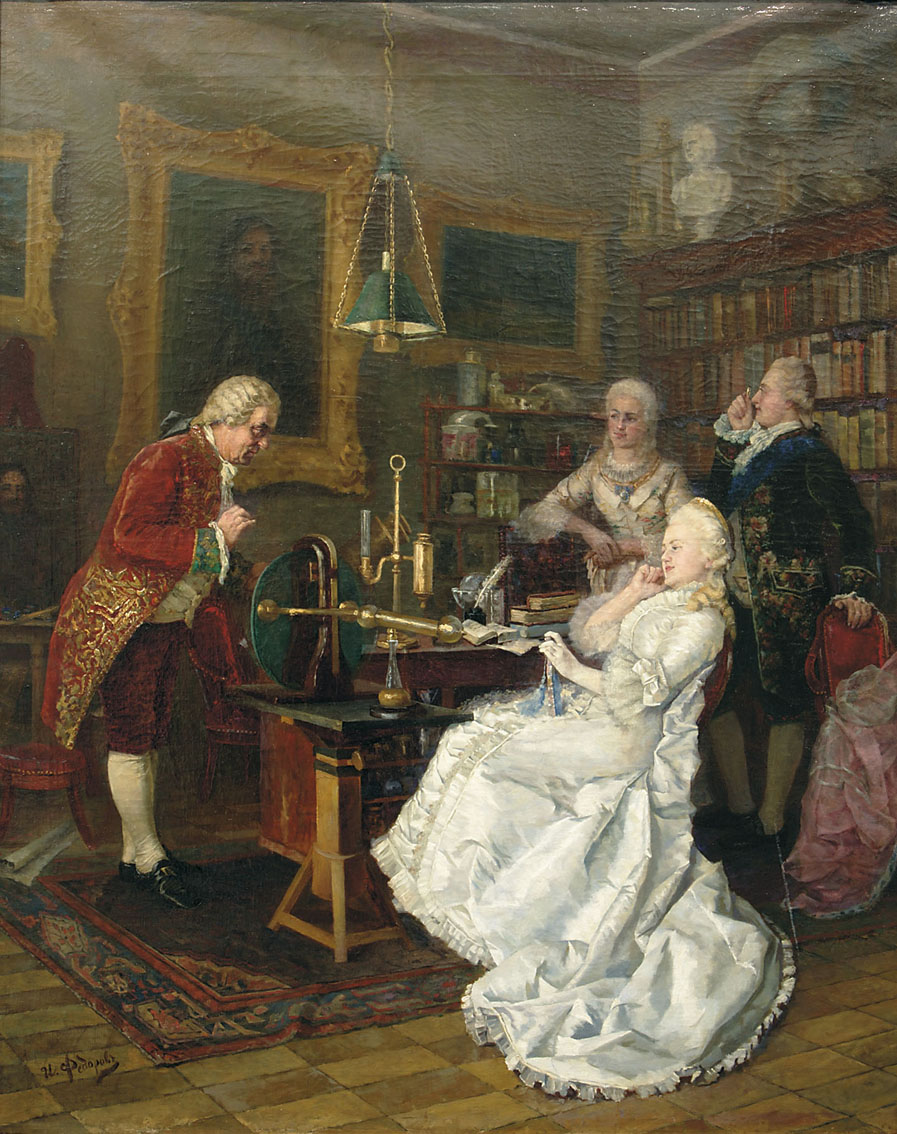
A imperatriz da Rússia Catarina, a Grande visita pessoalmente o cientista Mikhail Lomonosov em 1764, em São Petersburgo. Pintura de Ivan Kuzmich Fedorov.

## Nascimentos
- 6 de Fevereiro — Miguel Caetano Álvares Pereira de Melo, 5.º Duque de Cadaval.

- 7 de Março — Nicéphore Niépce, químico francês.
- 14 de Abril — Augusta Guilhermina de Hesse-Darmstadt, duquesa do Palatinado-Zweibrücken (m. 1796).
- 18 de Setembro - Papa Gregório XVI (m. 1846).
- 29 de Setembro — Karl Ludwig Harding, astrónomo Alemão (m. 1834).
- 14 de Novembro — Robert Fulton, engenheiro dos Estados Unidos que inventou o barco a vapor.
- 8 de Dezembro — Eli Whitney, inventor norte-americano.

## Mortes
- 15 de Abril — Mikhail Lomonosov, linguista, pedagogo, cientista e artista russo.
- 31 de Outubro — Guilherme, Duque de Cumberland (n. 1721).

## Por tema
- 1765 na ciência
- 1765 na literatura